# Anthelephila cantabubei
Anthelephila cantabubei is een keversoort uit de familie snoerhalskevers (Anthicidae). De wetenschappelijke naam van de soort is voor het eerst geldig gepubliceerd in 1959 door Bonadona.